# Benny Hinn
Pour les articles homonymes, voir Hinn.
Toufik Benedictus, dit Benny Hinn, né le 3 décembre 1952 à Tel Aviv-Jaffa en Israël, est un télévangéliste et pasteur chrétien charismatique israélo-américain.

## Biographie
Benny Hinn est né dans une famille d'origine palestinienne, qui émigre au Canada en 1968. Enfant timide et socialement isolé, il vit en 1972 une nouvelle naissance et passe de la foi chrétienne orthodoxe, dans laquelle il a grandi, à la foi évangélique pentecôtiste.  Le 21 décembre 1973, il voyage en bus de Toronto à Pittsburgh pour participer à un "service de miracle" dirigé par la prédicatrice Kathryn Kuhlman ; cet évènement a été marquant pour lui et l'influencera dans son ministère futur. En 1974, invité à parler de son expérience spirituelle à la Trinity Pentecostal Church d’Oshawa, il affirme avoir été, au cours de ce périple, miraculeusement guéri de son bégaiement.

### Ministère
En mars 1983, il fonde le Orlando Christian Center, en Floride, et commence à se spécialiser dans la guérison des malades lors de rassemblements de prière . En 1990, il quitte l'église d'Orlando et démarre l'émission "This Is Your Day", diffusée sur Trinity Broadcasting Network . Il est actuellement pasteur à World Healing Center Church de Grapevine, au Texas.

## Critiques
En avril 2001, HBO diffuse un documentaire intitulé A Question of Miracles, consacré à Hinn et à un autre pasteur, Reinhard Bonnke. Les deux pasteurs ont laissé à l'équipe du film un total accès à leurs animations. Les documentaristes suivent ainsi sept cas de guérisons prétendument miraculeuses lors d'une campagne de Hinn tout au long d'une année. Le metteur en scène, Antony Thomas (en), a affirmé à Kyra Phillips (en), sur CNN, qu'ils n'avaient rencontré aucun cas de gens réellement soignés par Hinn sur le long terme. Thomas a indiqué dans une interview au New York Times que « si j'avais vu de vrais miracles [lors du ministère de Hinn], j'aurais été enchanté de le proclamer... Mais rétrospectivement, je pense qu'ils [les télévangélistes charismatiques] causent plus de dommage au christianisme que même les athées les plus enragés. ».
Hinn défend la controversée théologie de la prospérité pendant des décennies. Grâce à la "dîme" que ses fidèles lui ont versé, dans l'espoir de recevoir des grâces, sa fortune personnelle est ainsi estimée à près de 60 millions de dollars en 2020. Il a néanmoins affirmé en septembre 2019 ne plus croire en cette théologie et s'est excusé pour les torts qu'il a causés en l'enseignant .

## Enquête du Comité des Finances du Sénat
En 2007, son ministère était l’un des 6 ministères charismatiques qui ont fait l'objet d'une enquête du Sénat américain pour des allégations de détournements de dons dans le but de financer les modes de vie extravagants des télévangélistes. Toutefois, après la publication du rapport en 2011, aucune mesure supplémentaire n’a été prise.

## Accusations d’évasion fiscale et de fraude
En avril 2017, les autorités fiscales américaines ont procédé à une fouille des bureaux du pasteur en raison d’accusations d’évasion fiscale et de fraude .